# Степенева функція
Степене́ва функція — функція вигляду {\displaystyle f(x)=x^{a}\!\ }, де a — показник степеню, дійсне число.

## Властивості
Область визначення: {\displaystyle (0,\infty )} при {\displaystyle a<0}, {\displaystyle [0,\infty )} при {\displaystyle a>0}.
При натуральних показниках степеня {\displaystyle a} область визначення розширюється на всю числову вісь: {\displaystyle (-\infty ,\infty )}.
Область значень: {\displaystyle (0,\infty )} при {\displaystyle a<0}, {\displaystyle [0,\infty )} при {\displaystyle a>0}.
Монотонно спадає при {\displaystyle a<0}, монотонно зростає при {\displaystyle a>0}. При а > 0 функція має єдиний нуль в точці x= 0. Точок перетину не має.
При {\displaystyle a<0} має особливу точку при {\displaystyle x=0}.
Похідна
{\displaystyle \left(x^{a}\right)^{\prime }=ax^{a-1}}
Невизначений інтеграл
{\displaystyle \int x^{a}dx={\frac {x^{a+1}}{a+1}}+C}

### Аналітичне продовження
Степенева функція комплексного аргументу
{\displaystyle f(z)=z^{a}\,}
аналітична (голоморфна) всюди, окрім точки z = 0 при нецілих значеннях показника {\displaystyle a}.
При раціональному показнику {\displaystyle a=p/q}, де {\displaystyle p} та {\displaystyle q} — цілі числа, функція визначається на рімановій поверхні із q листів, розріз проводиться вздовж півосі {\displaystyle x={\text{Re }}\ z>0}.
Таким чином, якщо скористатися представленням комплексного числа в експоненційній формі,
{\displaystyle z=re^{i\varphi }\,},
то {\displaystyle \varphi } змінюється від 0 до {\displaystyle 2\pi q}.
{\displaystyle f(z)=z^{a}=r^{a}e^{ip\varphi /q}\,}.
Для дійсного a — кількість ріманових листів безмежна.